# 굴포연대
굴포연대는 전라남도 진도군 임회면 백동리 신동마을 연대산에 있는 조선시대의 연대지이다. 2012년 2월 29일 진도군의 향토문화유산(유형유산) 제13호로 지정되었다.

## 개요
굴포연대는 진도군 임회면 백동리 신동마을 연대산에 있는 조선시대의 연대지이다.
진도군 임회면 굴포연대는 신동마을 북동쪽 100m 지점 연대산 정상부에 위치한다. 동쪽은 상굴포와 짝별 사이에 내만 된 해안이 형성되어 있고 북동쪽으로는 상망거리(相望距離) 내에 여귀산봉수대가 위치한다. 이 여귀산 정상에서는 주로 북쪽 해안이 잘 조망된다.
연대는 정상에 자연석을 이용하여 축조하였는데 현재는 도괴된 석재만이 산재해 있다. 현존하는 석축의 흔적으로 보아 본래는 원형의 연대였을 것으로 판단되며 현 직경 6.8~7m 정도이다.